# Parafia Trójcy Przenajświętszej w Dokszycach
Parafia Trójcy Przenajświętszej w Dokszycach (biał. Парафія Найсвяцейшай Тройцы ў Докшыцах) – parafia rzymskokatolicka w Dokszycach. Jest siedzibą dekanatu dokszyckiego diecezji witebskiej. Została utworzona w 1608 roku. Posługują w niej kapucyni.

## Historia

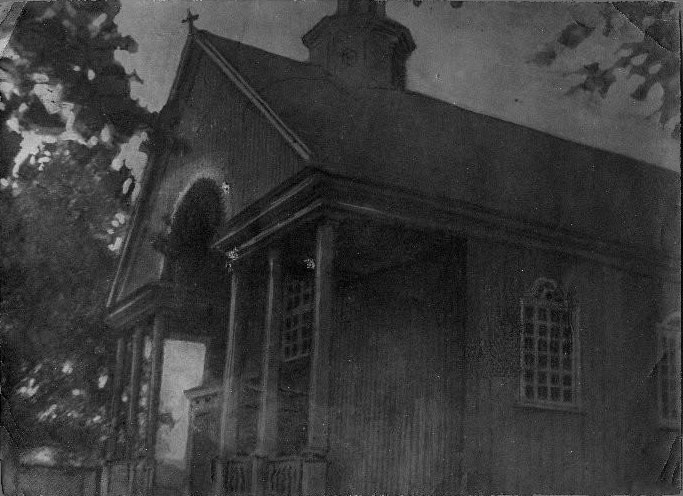
Kościół Trójcy Świętej w 1914 roku

### Lata 1608-1948
27 grudnia 1608 r. biskup żmudzki Stanisław Kiszka ufundował przy rynku drewniany kościół. Jednocześnie przyznał dochody z folwarków Turki i Szymonowce, z jurydyki w Dokszycach oraz dwóch wsi. W dniu 19 stycznia 1609 roku Sejm w Warszawie potwierdził tę darowiznę przywilejem króla Zygmunta III Wazy. Kościół spłonął podczas wojny polsko-rosyjskiej, o czym wiadomo z opisu wizytacji tego terenu przez biskupa Mikołaja Słupskiego w 1674 roku. Świątynia została ponownie spalona podczas III wojny północnej w 1708 r. przez szwedzkie wojska dowodzone przez Adama Lewenhaupta. W 1745 r. odbudowano ją staraniem ks. Michała Fiodorowicza, wzniesiono wówczas dwie wieże. Kościół został przebudowany w 1791 roku. Przed 1856 rokiem rozebrano dwie drewniane wieże. 16 sierpnia 1943 roku kościół został spalony przez zbuntowaną 1 Rosyjską Brygadę Narodową SS pod dowództwem Władimira Gil-Rodionowa. 

### Od 1988
OD 1988 r. opiekę duszpasterską w Dokszycach sprawował proboszcz parafii w Wołkołacie o. Piotr Jasiewicz OFMCap. W 1990 roku zarejestrowano na nowo parafię w Dokszycach. W 1991 roku zbudowano kaplicę, w której posługiwali kapucyni. W tym samym roku rozpoczęto budowę nowego kościoła na obrzeżu miasta na terenie cmentarza katolickiego zniszczonego przez sowietów w 1940 roku. 14 października 1991 roku arcybiskup archidiecezji mińsko-mohylewskiej Kazimierz Świątek poświęcił kamień węgielny, a 4 października 1995 roku świątynię poświęcił nuncjusz apostolski na Białorusi arcybiskup Agostino Marchetto. 24 grudnia 1991 roku arcybiskup Kazimierz Świątek powierzył stałą opiekę nad parafią ojcom kapucynom, a kościół wraz z przylegającym do niego klasztorem i zabudowaniami gospodarczymi na mocy prawa Braci Mniejszych Kapucynów przeszedł na własność Prowincji Warszawskiej. W latach 1997–2012 Dokszyce były siedzibą Ministra Wiceprowincji Białorusi, a do 2013 roku miejscem początkowej formacji kandydatów do zakonu - postulatu.  
W pobliżu świątyni znajduje się budynek klasztoru wspólnoty Sióstr Adoratorek Krwi Chrystusa wybudowany w latach 2001-2003.   
Parafia posiadała filie w Urożajnych i Gnieździłowie, gdzie wydzielono oddzielne parafie. Przed II wojną światową parafia posiadała także kaplicę w Wituniczach.

## Demografia
Liczba katolików, wiernych parafii, w poszczególnych latach.

## Proboszczowie parafii[6]
| imię i nazwisko             | daty urzędowania |
| --------------------------- | ---------------- |
| ks. Stefan Rutkowski        | 1672             |
| ks. Karol Męgolin           | 1690             |
| ks. Michał Judycki          | po 1691          |
| ks. Jan Budrowicz           | ok. 1700         |
| ks. Michał Kublicki         | ok. 1708         |
| ks. Adam Kiełpiński         | 1719 - 1720      |
| ks. Józef Baniewicz         | 1738 - 1742      |
| ks. Michał Fiederowicz      | 1742 - 1758      |
| ks. Piotr Zachowski         | 1758 - 1765      |
| ks. Józef Janowicz          | 1765             |
| ks. Kazimierz Sakowicz      | 1765 - 1766      |
| ks. Józef Trzeciak          | 1766 - 1769      |
| ks. Jerzy Korniłłowicz      | 1769 - 1790      |
| ks. Szymon Tracewski        | 1791 - 1834      |
| ks. Florian Szymkiewicz     | 1834 - 1835      |
| ks. Antoni Massalski        | 1835 - 1854      |
| ks. Józef Butkiewicz        | 1854 - 1857      |
| ks. Łukasz Sacjewicz        | 1857 - 1862      |
| ks. Tomasz Skorulski        | 1862 - 1867      |
| ks. Fortunat Tomaszewski    | 1868 - 1870      |
| ks. Józef Piotrowski        | 1870 - 1874      |
| ks. Albert Gorbatowski      | 1874 - 1882      |
| ks. Ignacy Radziwiłło       | 1882 - 1917      |
| ks. Franciszek Cybulski     | 1918 - 1930      |
| ks. Zygmunt Żejdis          | 1930 - 1933      |
| ks. Józef Woźny             | 1933 - 1935      |
| ks. Wincenty Borsuk         | 1935 - 1936      |
| ks. Norbert Budziłas        | 1936 - 1939      |
| ks. Bronisław Słodziński    | 1939 - 1943      |
| ks. Kazimierz Grzegorczyk   | 1944 - 1945      |
| ks. Piotr Bartoszewicz      | 1945 - 1948      |
| o. Piotr Jasiewicz OFMCap.  | 1989 - 1992      |
| o. Tadeusz Kowalski OFMCap. | 1992 - 1994      |
| o. Jan Fibek OFMCap.        | 1994 - 2000      |
| o. Tadeusz Kowalski OFMCap. | 2000             |
| o. Marek Pasiut OFMCap.     | 2000 - 2016      |
| o. Andrzej Buksztan OFMCap. |                  |